# تئاتر عروسکی آلت تناسلی مرد
تئاتر عروسکی آلت تناسلی مرد (انگلیسی: Puppetry of the Penis)، نوعی نمایش است که در آن اشکال گوناگونی را با استفاده از آلت تناسلی مردانه ایجاد می‌نمایند.
انعطاف‌پذیری و بافت فراوان آلت تناسلی مردانه و بیضه‌ها و اسکروتوم موجب می‌گردد که بتوان با آلت تناسلی اشکال گوناگونی همچون همبرگر، بادبان، و برج ایفل را ایجاد نمود.
این نمایش نخستین‌بار توسط سیمون مورلی (به انگلیسی: Simon Morley) استرالیایی ساخته شد که در آن ۱۲ طرح را با استفاده از آلت تناسلی در گاراژ خانهٔ خود ایجاد نموده بود که در شب سال نو در سال ۱۹۹۷ بنابر پیشنهاد و درخواست دوستش اوسی دیوید، (به انگلیسی: Aussie David)، تصمیم گرفت تا تصاویر این طرحها را در یک نمایشگاه هنری به نمایش بگذارد.
باوجوداین، نخستین تئاتر عروسکی آلت تناسلی که به‌صورت عمومی اجرا گردید در جشنوارهٔ بین‌المللی کمدی ملبورن (به انگلیسی: Melbourne International Comedy Festival) استرالیا در سال ۱۹۹۸ برای عموم مردم به اجرا گذاشته شد که در آن دو مرد برهنه آلت‌های تناسلی خود را خم می‌کنند، پیچ می‌دهند و می‌چرخانند و آن را به اشکال گوناگون درمی‌آورند.
این نوع نمایش هنری تاکنون در کشورهایی همچون استرالیا، نیوزیلند، انگلیس، اروپا، کانادا، ایالات متحده، آفریقای جنوبی، و آرژانتین به اجرا گذاشته شده‌است.

## اشکال قابل ایجاد
اشکالی که توسط این هنر قابل ایجاد هستند شامل:
- باد
- قارچ اتمی
- ساعت مچی
- حلزون
- بطری نوشابه
- چتر نجات
- برج ایفل
- همبرگر
- هات داگ
- پلیکان
- خفاش
- بادبان
- G-String (نوعی شورت بسیار کوتاه)
- مغز
- علف‌های هرز
- هیولای لاکنس (Loch Ness)
- پسر پیرس
- حلقه ازدواج
- زن
- زن دیگر
- ملائوس
- جوجه پرنده
- سنجاقک